# 참매
참매(Eurasian goshawk, 학명: Astur gentilis 아스투르 겐틸리스[*])는 수리매의 일종으로, 수리과 조롱이아과 아스투르속에 속한 중형 맹금류다.
북반구의 온대기후 지역 여러 곳에 널리 분포한다. 수리과 전체에서는 검독수리 다음으로 서식지가 넓다. 그 밖에 이 정도로 넓은 서식지 분포를 보여주는 종은 털발말똥가리 정도밖에 없다. 대부분의 지역에서 텃새이지만 추운 지역에서는 겨울에 남하하는 철새로 산다.

## 분포
참매는 북극을 중심으로 넓은 분포지를 갖는다. 유라시아대륙에서는 아일랜드섬과 아이슬란드섬을 제외한 대부분의 지역에서 발견된다. 서유럽에서는 다소 점점이 분포되어 있지만, 나머지 지역에서는 서식지가 연속적이다. 유라시아의 서식지는 나무가 거의 없는 북극해 해안 툰드라에서부터, 러시아 전역을 가로질러 아나디르와 캄차카에까지 이른다. 남쪽 서식한계는 모로코 서남단, 코르시카섬, 사르데냐섬, 이탈리아반도의 “발끝”, 그리스 남부, 튀르키예, 코카서스, 천산산맥, 티베트고원과 히말라야산맥 일부, 서중국과 일본에 이른다. 겨울에 드물게 사우디아라비아 타이프나 베트남 통킹까지 남하해서 목격되기도 한다.

## 서식환경
참매는 낙엽수림과 구과수림에서 모두 발견된다. 지역별로 참매가 특정한 수종을 선호할 수는 있지만, 전세계적으로는 낙엽수와 구과수 사이에 특별한 선호도의 차이는 없는 것으로 보인다. 수종보다 중요한 것은 숲의 구조적 형상이다. 참매가 가장 선호하는 환경은 늙은 나무가 높게 치솟은 원시림으로서 임관이 하늘의 40% 이상을 가리고, 하목층의 발달은 미비하여 땅바닥이 잘 보이는 숲이다. 이 두 가지 모두 사냥에 유리한 조건이다. 또한 부가적인 사냥활동을 할 수 있는 개활지도 필요로 하기에, 원시림의 숲가장자리가 가장 적절하다. 원시림이 광범위하게 보존된 북미에 비하여, 개발이 많이 진행된 유라시아에서는 밀도가 성긴 소림이나 심지어 도시의 고립된 나무에 살기도 한다. 참매는 새매에 비해 인간을 훨씬 더 경계하지만, 베를린이나 함부르크 같은 숲이 비교적 울창하게 보존된 대도시에는 서식할 수 있는 것으로 알려져 있다. 참매의 서식지 가까이에 습지나 하안지대가 있는 경우가 흔하지만, 필수적인 것은 아닌 것 같다. 이것은 울창한 숲이 없는 지역에서 강을 따라 나무가 심어진 하안지대가 차선책으로서 서식지로 기능하는 것으로 보인다.  참매는 모든 고도에서 발견되지만, 일반적으로 고지대에서 발견된다. 이것은 저지대에 울창한 숲이 보존된 경우가 드물기 때문이다. 산맥에 사는 참매는 최고 수목한계선까지 서식할 수 있다.  분포지역의 북쪽 한계가 대체로 수목한계선과 일치하며, 툰드라 지역에서는 배수로를 따라 형성된 왜소수림에 적응해서 서식한다. 겨울이 되면 서식범위 최북단 또는 고산지대에 사는 개체들이 보다 따뜻한 남쪽 또는 산기슭으로 이동하지만, 사람 눈을 피해서 이동하기에 이동하는 모습을 포착하기는 쉽지 않다. 나머지 대부분 지역의 참매들은 1년 내내 한 지역에 눌러앉은 텃새로 생활한다.

## 형태
참매는 상대적으로 짧고 넓은 날개와 긴 꼬리를 가지고 있다. 이것은 숲이 우거진 서식지에서의 기동전에 알맞게 진화한 맹금류들에게 공통적으로 나타나는 특징으로, 새매속의 종들은 모두 이 특징을 공유한다. 그래도 참매는 날개가 길고 꼬리가 짧은 편이다. 또한 새매속의 다른 종에 비해 부리가 크고, 다리는 짧으며 발가락이 굵다. 대부분의 서식지에서 참매의 깃털은 배면은 청회색 또는 갈회색이고, 복면은 회색 또는 흰색 바탕에 검은 줄무늬가 있다. 다만 아시아의 아종들은 거의 새하얀 것부터 거의 새까만 것까지 색채가 다양하다. 대체로 북쪽으로 갈수록 깃털 색이 짙어지고 남쪽으로 갈수록 옅어지는 경향이 있지만, 개체에 따라 북쪽에서도 창백한 개체, 남쪽에서도 어두운 개체가 발견될 수 있어서 절대적인 것은 아니다. 장수한 개체는 나이를 먹으면서 서서히 깃털이 탈색되어 배면 깃털이 검은색으로부터 파란색 계통으로 변한다. 새매에 비해 깃털의 색깔이 더 다양한데, 아마도 참매의 유전적 다양성이 더 높기 때문으로 생각된다.

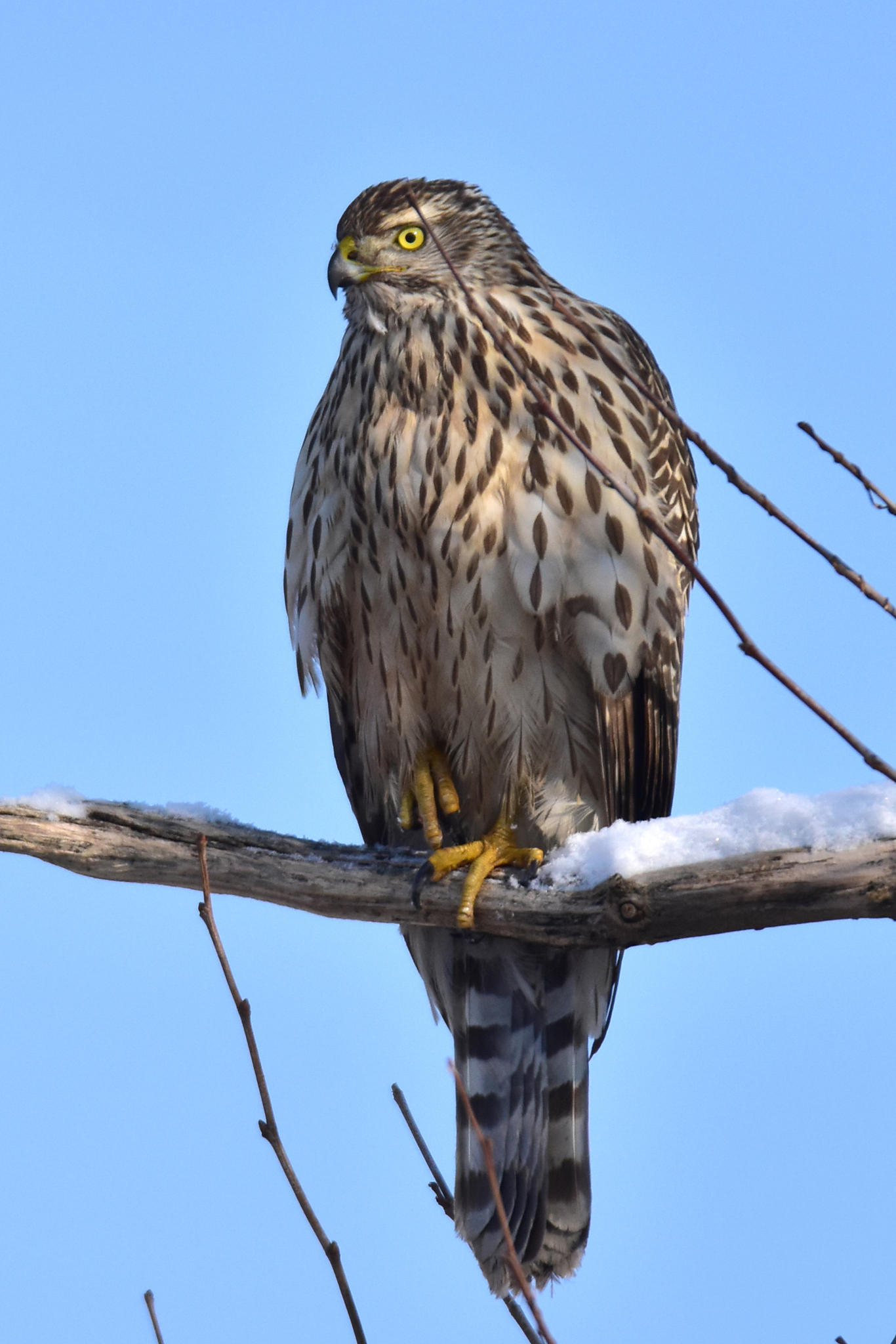
보라매(참매 유조).

보라매라고도 불리는 참매 유조는 대개 배면이 갈색 줄무늬로 되어 있고, 복면은 거의 흰색에서 어두운 계피색에 이르기까지 다양하다. 유조와 성조 모두 꼬리깃에 3 - 5개의 갈색 또는 검은색 가로줄무늬가 있다. 성조는 무조건 흰색 눈썹선이 있으며, 북유라시아에 서식하는 개체들의 눈썹선이 더 넓고 두드러진 경향이 있다. 유조의 홍채는 담황색이지만, 성조는 귤색이 가장 흔하고 때때로 황금색이나 갈색 홍채를 가진 개체도 있다. 털갈이는 3월 말엽에서 5월 말엽 사이에 이루어지며, 수컷이 암컷보다 털갈이를 늦게 시작해서 빨리 끝낸다. 털갈이가 미처 끝나지 않은 암컷은 날개깃에 틈이 생겨 사냥능력과 방어능력이 저해된다. 때문에 암컷의 털갈이가 끝나기 전에 수컷이 죽거나 할 경우 암컷과 둥지가 모두 포식자의 위협에 빠질 위험이 있다. 털갈이에는 4 - 6개월이 걸린다. 꼬리깃이 가장 먼저 갈리고, 그 다음으로 날개깃이 갈리고, 몸깃이 가장 나중에 갈린다. 개체에 따라 10월까지도 털갈이를 다 마치지 못하는 경우도 있다.
현존하는 기록상 헨스트참매(Astur henstii)와 마이어참매(Astur meyerianus)의 크기 기록이 참매를 약간 상회하지만, 평균적으로 볼 때 참매는 새매속에 속한 종들 가운데 가장 큰 축에 들며, 열대지방에 사는 사촌격 수리매들을 크기에서 압도한다. 참매는 새매속의 다른 종들과 마찬가지로 성적 이형이 있으며, 암컷이 수컷보다 크고, 유라시아에서 크기 차이가 더 크다. 수컷이 암컷보다 13% 더 작다. 극단적인 경우 암수의 체격차가 28%까지 벌어지는 경우도 있다. 참매 수컷의 신장은 46 - 61 센티미터, 익장은 89 - 105 센티미터다. 암컷은 신장 58 - 69 센티미터, 익장 108 - 127 센티미터다. 수컷의 체중은 6개 아종에서 최소 357 그램, 최대 1200 그램, 평균 762 그램이다. 암컷은 대략 그 두 배 정도 나가서, 최소 758 그램, 최대 2200 그램, 평균 1150 그램이다.

## 분류
새매속은 현재까지 알려진 바 50여 종이 속해 있는, 세계에서 가장 다양한 주행성 맹금류 속이다. 이 속은 삼림지대에 사는 민첩한 중소형 수리매들로 이루어져 있으며, 대략 수천만 년 전 소형 조류가 전세계의 숲에 폭발적으로 늘어난 것에 적응하여 진화한 것으로 생각된다. 이들과 비교적 가까운 분류군으로 물수리류가 있고, 말똥가리류・솔개류・참수리류・울음참매류는 좀 멀고, 그 밖의 수리과에 딸린 속들은 거의 남남으로 직접적 근연관계가 없다. 과거의 속명 Accipiter 아키피테르[*]는 “움켜잡는 것”이라는 뜻이고 현재의 속명 Astur 아스투르[*]는 “수리매”라는 뜻이며, 참매의 종소명 gentilis 겐틸리스[*]는 “신사의”, “귀족의”라는 뜻이다. 이것은 중세에 참매를 매사냥에 쓰는 것이 귀족들에게만 허용되었던 것에서 비롯된 것이다. 참매는 칼 폰 린네가 1758년 『자연의 구조』에서 처음 기재했으며, 이 때는 송골매와 같은 매속으로 동정해서 학명이 Falco gentilis 팔코 겐틸리스[*]였다. 현재는 새매속이 아닌 Astur로 분류하고 있다.
2023년부로 북미 대륙에 사는 참매는 같은 종이 아니라 아메리카참매(Astur atricapillus)로 분리되었다.

## 행동

### 텃세권

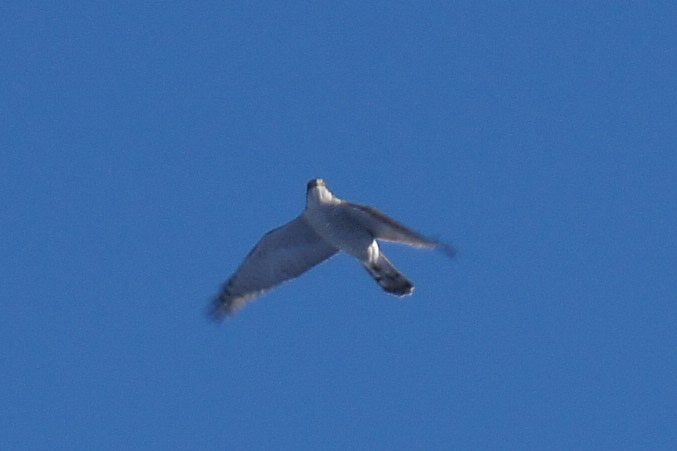
텃세 비행을 하는 참매 성조.

참매는 대부분의 맹금류가 그러하듯 텃세 기질이 매우 심하며, 항상 혼자 또는 암수 한 쌍으로 발견된다. 성조는 과시적인 비행으로 텃세권을 지킨다. 둥지를 틀 때 참매 부부의 텃세권 넓이는 600 - 4000 헥타르에 달하며, 둥지와 번식, 먹이터에 대한 권리를 수호하기 위해 텃세권 가장자리에서 맹렬한 방어행동을 나타내는 경향이 있다. 각 성별은 같은 성별의 다른 개체가 텃세권에 들어오지 못하도록 쫓아낸다. 텃세 비행은 1년 내내 관찰되지만, 1월에서 4월 사이에 특히 최고조에 달한다.

## 수명
야생에서의 수명은 가변적이다. 인간에게 사육되는 개체는 최대 27년까지 산 기록이 있다. 야생에서도 태어나서 2살을 넘길 때까지 살아남으면 이후 11살까지는 무난하게 생존할 수 있다.

## 문화
참매는 포르투갈령 아조레스제도의 기와 문장에 나오는 상징이다. 아조레스라는 이름 자체가 포르투갈 탐험가들이 섬에서 참매(포르투갈어: açor)를 봤다고 붙인 이름이다. 그러나 아조레스에 사는 맹금류는 참매가 아니라 솔개 또는 말똥가리였음이 나중에 밝혀졌다.
시크교의 마지막 구루 고빈드 싱은 수리매를 길렀다고 전해지는데, 조류학자들에 따르면 이 수리매는 참매였던 것으로 동정된다. 그래서 참매는 인도 펀자브주의 주조(州鳥)로 지정되었다.
참매는 조선민주주의인민공화국의 국조(國鳥)다.

### 매사냥
참매의 영어 향명 goshawk 고스호크[ˈɡɒsˌhɔːk][*]는 앵글로색슨어 gōshafoc에서 비롯되었는데, 직역하면 “기러기-수리매(goose hawk)”라는 뜻이다. 기러기를 비롯한 중대형 물새를 사냥하는 데 쓰였다는 뜻으로 읽힐 수 있다. 그러나 사실 참매를 이용한 매사냥은 예나 지금이나 토끼・꿩・자고새・기타 중소형 물새를 사냥한다. 야생 참매의 먹잇감도 이쪽에 가깝다. 그래서 goshawk란 잘못 붙은 이름(misnomer)이라고 할 수 있다. 엉뚱하게도 일본 전통 매사냥에서 참매를 기러기나 두루미를 사냥하는 데 썼다. 유럽의 옛 매사냥 문헌들에서는 이렇게 숲 속에 서식하는 식용 사냥감을 잡는 데 특화되어 있다는 점에서 참매를 “요리사의 새(cook's bird)”라고도 불렀다. 개활지에서의 쏜살같은 돌격전을 주특기로 하여 숲 속에서의 사냥은 서투른 송골매가 완전히 귀족적인 이미지였던 것에 비해, 참매는 약간 생계형 사냥매에 가깝다는 것이다. 현대의 매사냥에서 참매는 송골매와 동등한 위상과 인기를 누리고 있다.

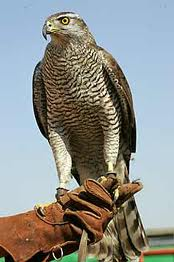

참매는 매사냥꾼의 장갑 낀 손에서 날아올라, 도망치는 새나 토끼를 수평비행으로 쫓는다. 참매의 사냥비행은 폭발적인 가속에 이어지는 포획기동으로 특징지어진다. 참매는 새매속의 수리매가 으레 그렇듯 먹이를 울창한 초목 속으로 쫓아가려 하며, 심지어 관목 사이로 걸어서 먹이를 쫓기도 한다.
매사냥용으로 조련한 참매가 주인으로부터 달아나는 일은 드물지 않으며, 오늘날 영국의 참매 개체군은 거의 대부분 이런 탈주 참매들로 이루어져 있다. 이렇게 탈주한 참매들은 생존률이 상당히 높지만 번식성공률은 낮다. 일부 맹금류의 경우 매사냥을 위한 포획으로 개체수가 줄어들었다가 탈주 개체들로 인해 개체수가 회복되거나 하는 일들이 있는데, 참매의 경우 매사냥이 개체수에 어떤 영향을 미치는지 아직 확실하지 않다.